# Hölö
Hölö är en tätort i Södertälje kommun och kyrkbyn i Hölö socken i Södermanland. Orten är belägen strax norr om Vagnhärad, söder om Södertälje. Den ramas in av Nyköpingsbanan i väster och E4 i öster.

## Geografi
Söder om samhället Hölö ligger två sjöar: Lillsjön och den något större Kyrksjön som har sitt namn efter Hölö kyrka. Vid Lillsjöns södra strand ligger Edeby säteri med anor åtminstone från 1361 då det omnämndes tillsammans med flera andra gårdar i ett bytesbrev. Från säteriet går en allé som passerar södra stambanan och slutar vid Vrå herrgård. Strax norr om Hölö ligger Överhölö kyrkoruin med rester efter Överhölö kyka som övergavs 1575.
Ytterligare ett 100-tal meter mot nordväst återfinns samhället Hejsta by med en bebyggelse som domineras av äldre, rödmålade trähus och några ålderdomliga ekonomibyggnader. Enligt kommunen utgör Hejsta by "en innehållsrik kulturhistoria vars samlade värde består i fornlämningar, bevarad äldre bebyggelse och struktur, kontinuitet, traditionell lokalisering på en höjd i landskapet".

## Befolkningsutveckling
År 1990 avgränsade SCB en småort med benämningen Södertälje:4 och småortskoden S0339 strax sydöst om Hölö tätort. Den orten omfattade 14 hektar och hade 53 invånare. Efter det växte Hölö och sedan år 1995 ingår den tidigare småorten i tätorten där den utgör den sydöstra delen.
| Befolkningsutvecklingen i Hölö 1950–2020 | Befolkningsutvecklingen i Hölö 1950–2020 | Befolkningsutvecklingen i Hölö 1950–2020 | Befolkningsutvecklingen i Hölö 1950–2020 | Befolkningsutvecklingen i Hölö 1950–2020 |
| ---------------------------------------- | ---------------------------------------- | ---------------------------------------- | ---------------------------------------- | ---------------------------------------- |
|                                          |                                          |                                          |                                          |                                          |
| År                                       |                                          |                                          | Folkmängd                                | Areal (ha)                               |
| 1950                                     | 1950                                     |                                          | 255                                      |                                          |
| 1960                                     | 1960                                     |                                          | 401                                      |                                          |
| 1965                                     | 1965                                     |                                          | 526                                      |                                          |
| 1970                                     | 1970                                     |                                          | 664                                      |                                          |
| 1975                                     | 1975                                     |                                          | 738                                      |                                          |
| 1980                                     | 1980                                     |                                          | 763                                      |                                          |
| 1990                                     | 1990                                     |                                          | 864                                      | 91                                       |
| 1995                                     | 1995                                     |                                          | 989                                      | 111                                      |
| 2000                                     | 2000                                     |                                          | 978                                      | 111                                      |
| 2005                                     | 2005                                     |                                          | 1 199                                    | 129                                      |
| 2010                                     | 2010                                     |                                          | 1 400                                    | 133                                      |
| 2015                                     | 2015                                     |                                          | 1 477                                    | 168                                      |
| 2020                                     | 2020                                     |                                          | 1 602                                    | 168                                      |
|                                          |                                          |                                          |                                          |                                          |

## Samhället
Hölö samhälle består av en varierande bebyggelse där de äldsta delarna ligger i centrala Hölö. Här finns trävillor från 1910- och 1920-talen med stora trädgårdar. Längs med Centralvägen märks några flerbostadshus som uppfördes på 1950-talet, de har industri- eller affärslokaler i bottenvåningen. I orten ligger Hölö kyrka, en biblioteksfilial, en grundskola (1-9), samt en idrottsplats med fotbollsplaner. Här finns också en matbutik, en kombinerad pizzeria/restaurang, en tobaks-/spelaffär, en affär för broderier, en fotvårdsklinik samt en damfrisering. 
Hölö var ursprungligen ett stationssamhälle som växte kring den år 1913 öppnade järnvägslinjen (Nyköpingsbanan). Vid stationen anlades bland annat ett stationshus och järnvägsbetonade byggnader såsom magasin. Under 1930-talet utökades samhället ytterligare med uppförande av nya flerfamiljshus kring stationen. Stationsbyggnaden revs 1969 när tågen upphörde att göra uppehåll och ersattes av en busstation.

## Bilder

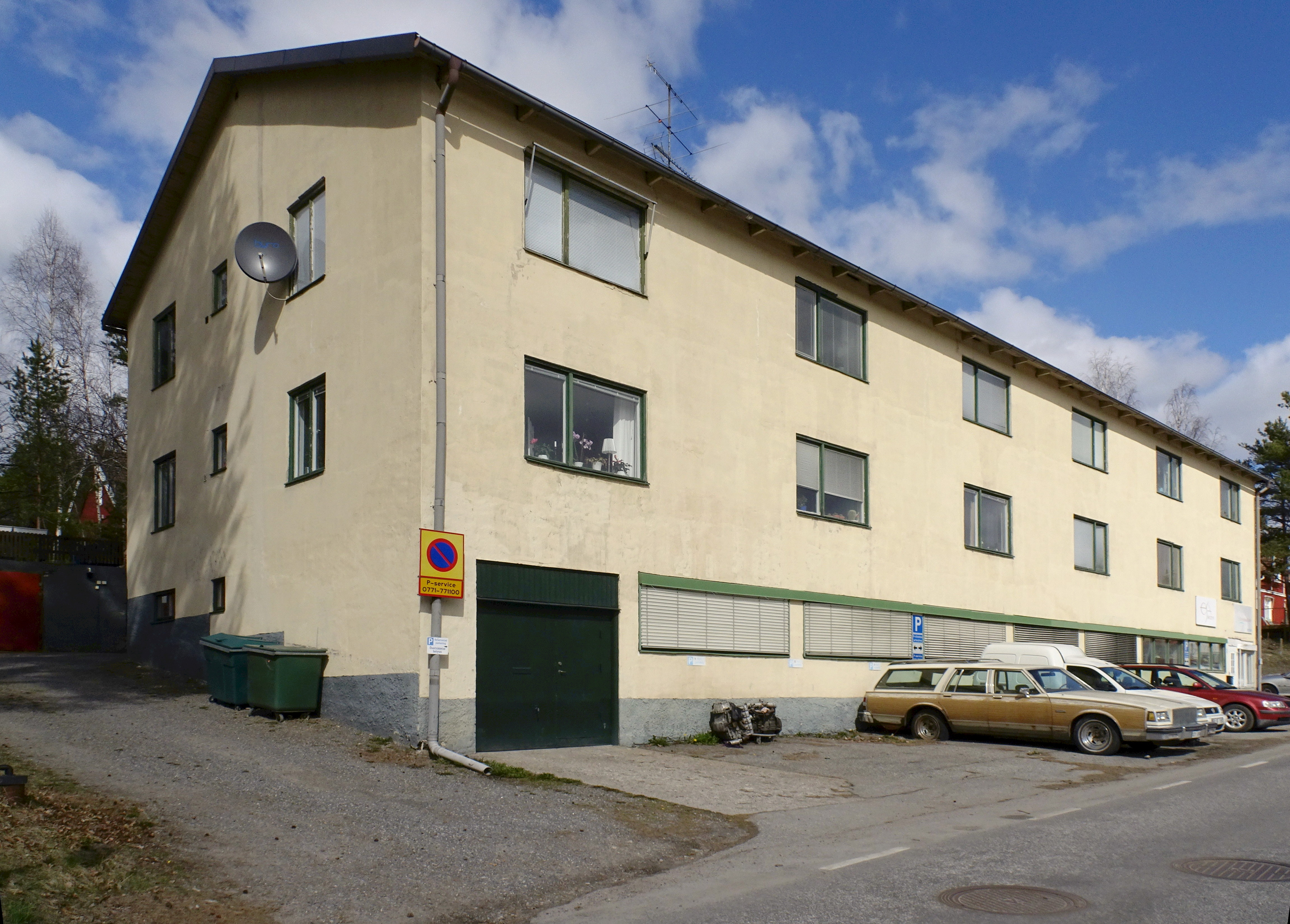
Byggnad vid Centralvägen.
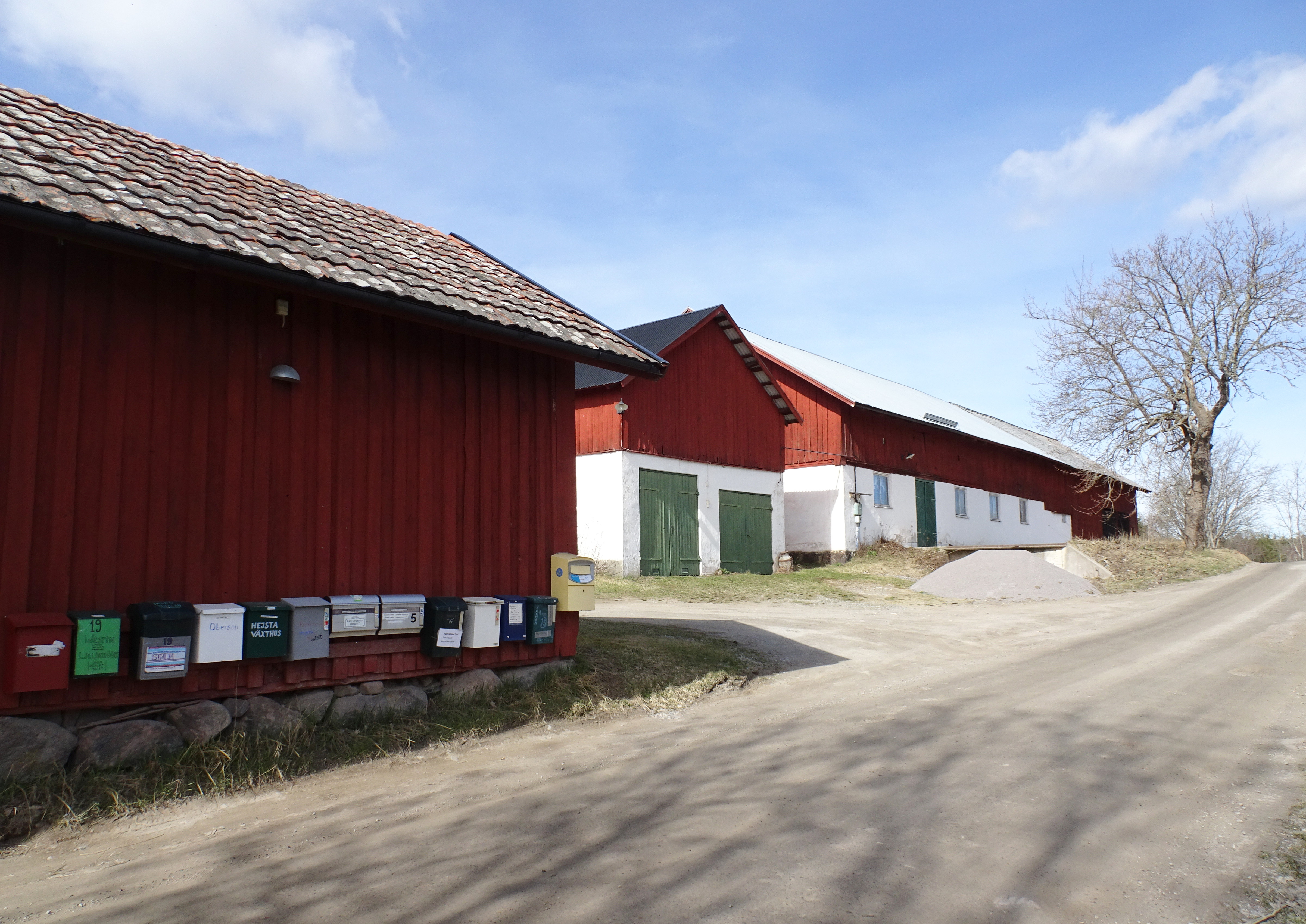
Hejsta bys äldre bebyggelse.
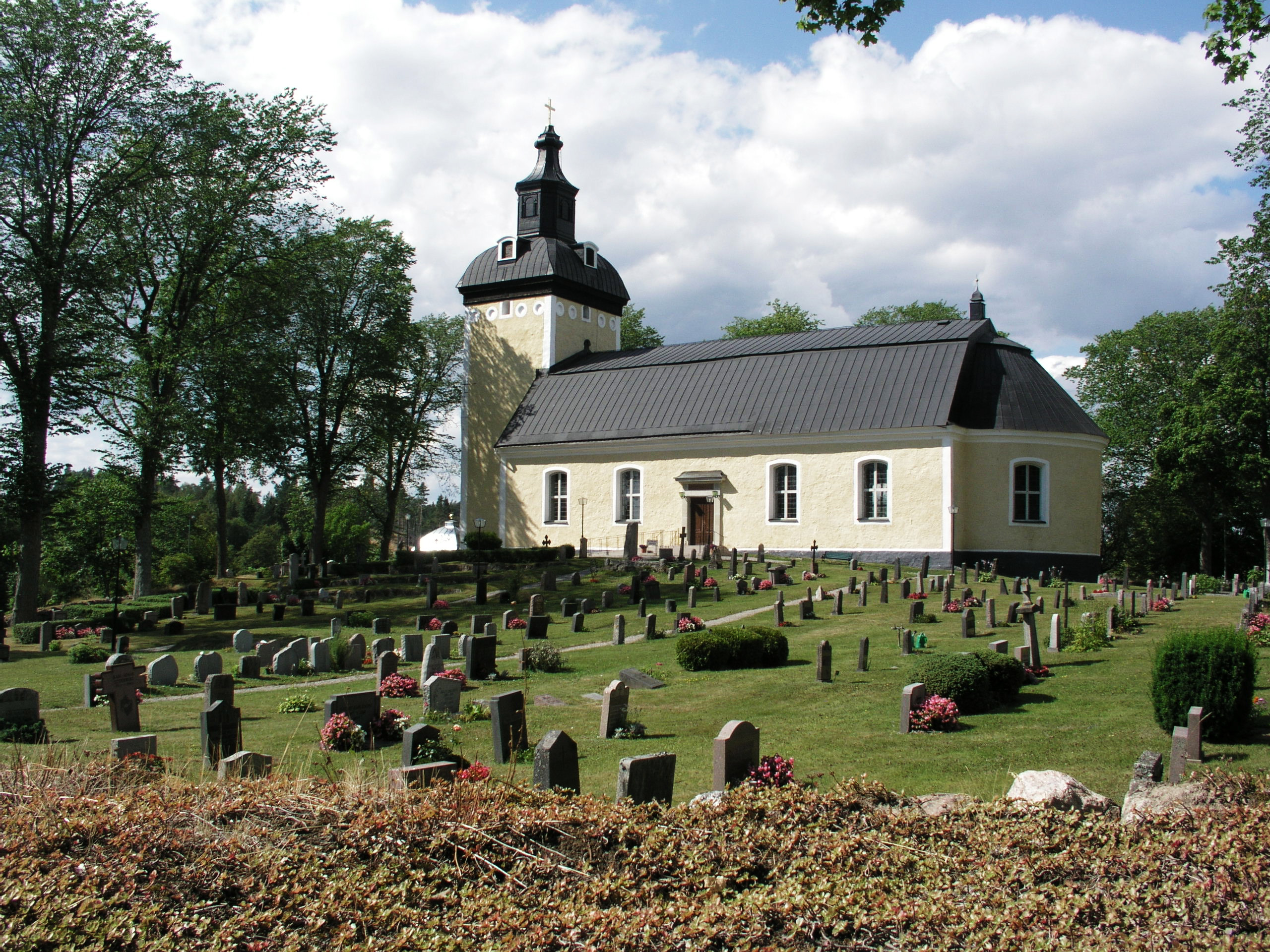
Hölö kyrka.
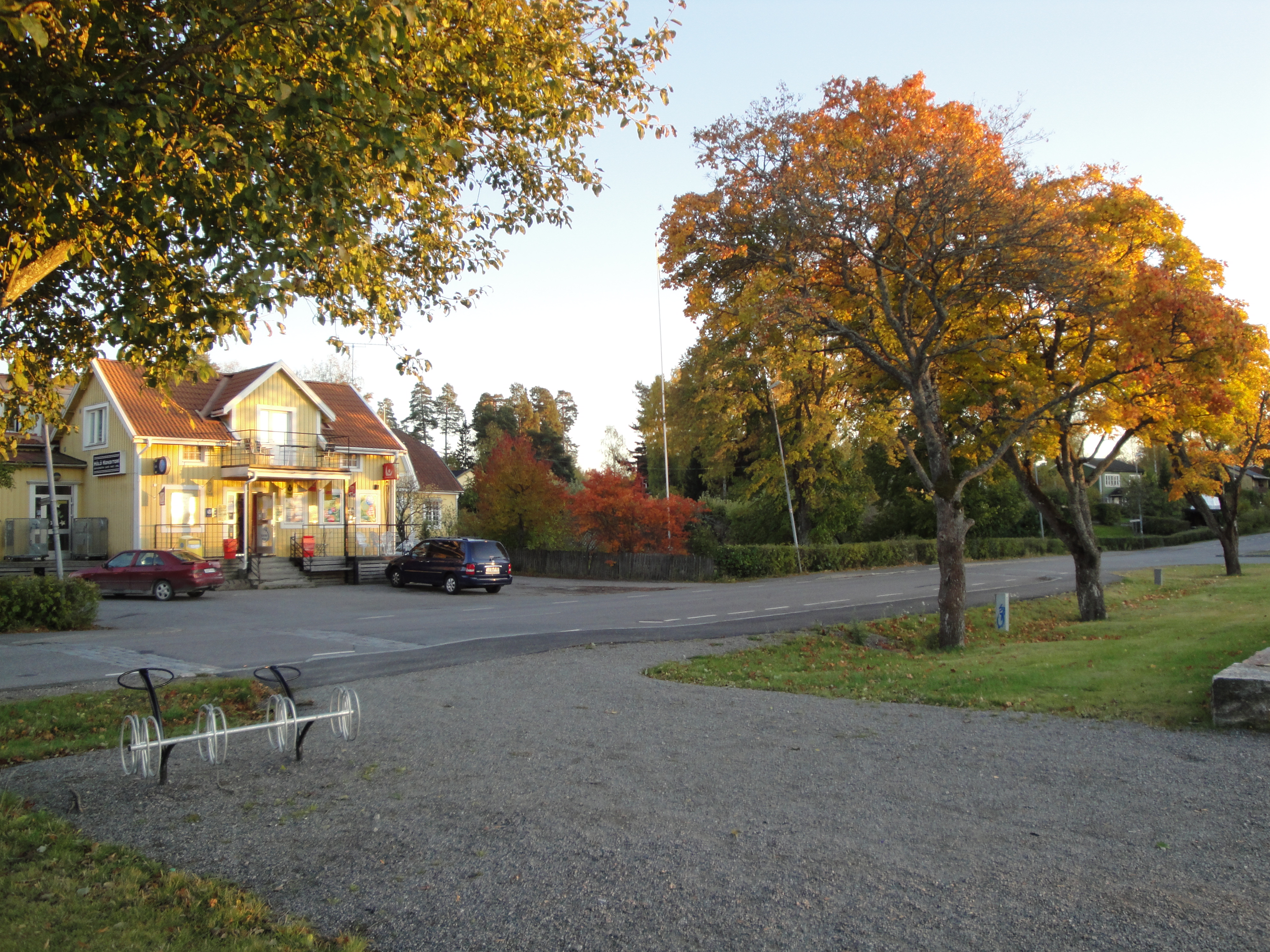
Vy från f.d. Hölö station mot samhället.
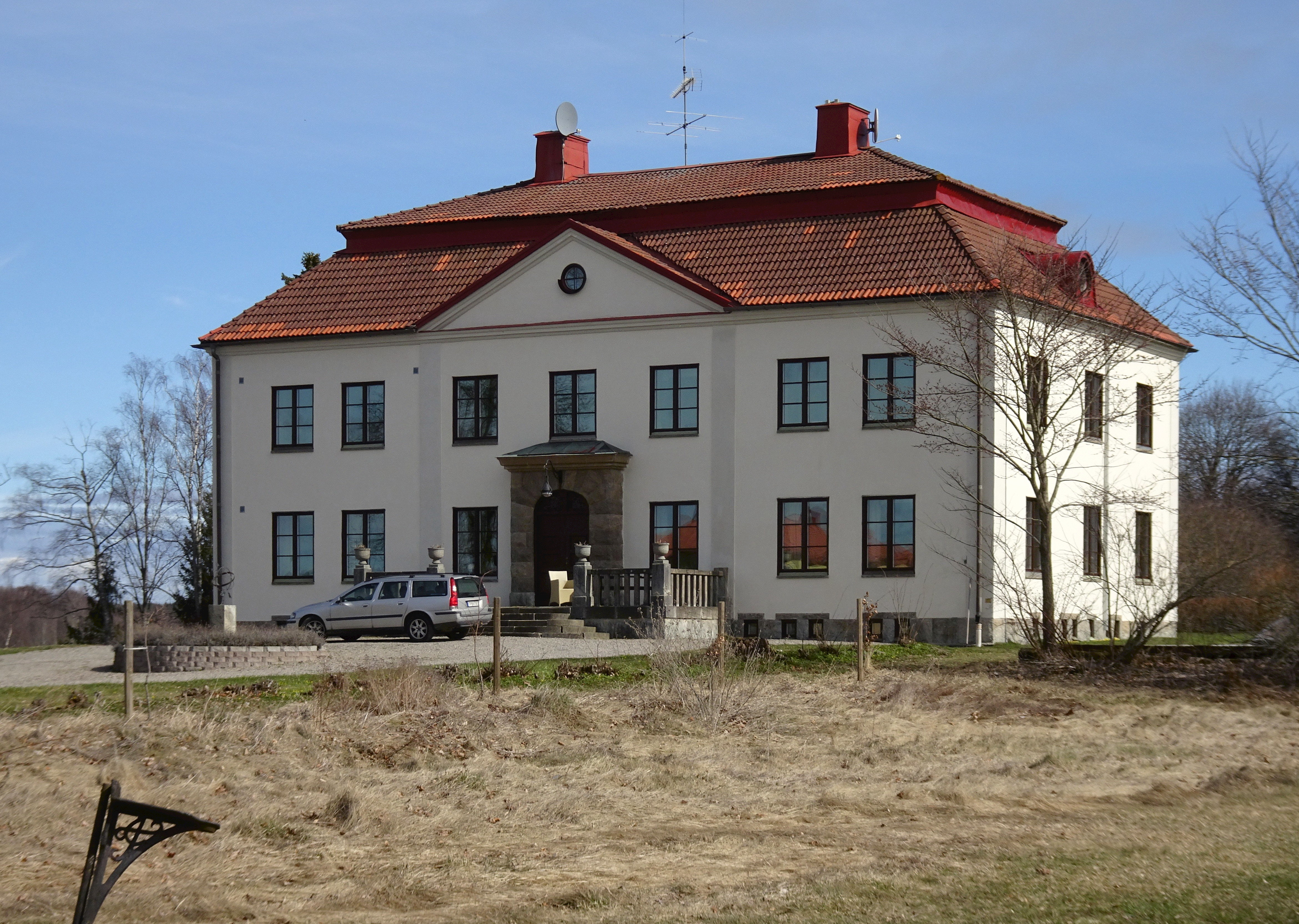
Edeby säteri.